# Центр протидії дезінформації
Центр протидії дезінформації  (англ. Center for Countering Disinformation) — робочий орган Ради національної безпеки і оборони України, утворений відповідно до рішення Ради національної безпеки і оборони України від 11 березня 2021 року «Про створення Центру протидії дезінформації», уведеного в дію Указом Президента України від 19 березня 2021 року № 106.
Центр забезпечує здійснення заходів щодо протидії поточним і прогнозованим загрозам національній безпеці та національним інтересам України в інформаційній сфері, забезпечення інформаційної безпеки України, виявлення та протидії дезінформації, ефективної протидії пропаганді, деструктивним інформаційним впливам і кампаніям, запобігання спробам маніпулювання громадською думкою.

## Історія

Емблема ЦПД у вигляді куба використовувалась від заснування органу у 2021 році по 2024 рік

Утворений 11 березня 2021 року. Є органом Ради національної безпеки і оборони України.
2 квітня указом Президента Володимира Зеленського керівницею Центру призначено Поліну Лисенко, яка у 2015—2019 роках обіймала посаду помічниці першого заступника директора Національного антикорупційного бюро України, а у 2019—2020 роках працювала у Департаменті міжнародно-правової співпраці та повернення активів Офісу генерального прокурора України.
Центр розпочав роботу 6 квітня 2021 року.
7 травня 2021 року, Президент своїм указом № 187/2021 затвердив Положення, яким встановив, що Центр підпорядковується Раді національної безпеки й оборони України, загальне спрямування та координацію його діяльності здійснює секретар РНБО; чисельність працівників Центру становить 52 особи. Згадане положення також визначило поняття, завдання, функції та основні права і обов'язки Центру.
19 серпня 2021 року, керівник Центру Поліна Лисенко пішла у декретну відпустку, а обов'язки керівника Центру були покладені на її першого заступника Андрія Шаповалова.
20 квітня 2023 року, Президент України Володимир Зеленський своїм указом № 233/2023 звільнив Поліну Лисенко з посади керівника Центру протидії дезінформації згідно з поданою заявою.
26 січня 2024 року, Указом Президента України № 29/2024 Володимира Зеленського, керівником Центру протидії дезінформації було призначено Андрія Валерійовича Коваленка.

### Чинний керівник
- Андрій Коваленко (з 26 січня 2024 року)[11][12].

## Мета
Робота Центру протидії дезінформації охоплює такі сфери, як воєнний напрям, боротьбу зі злочинністю та корупцією, зовнішню та внутрішню політику, економіку, інфраструктуру, екологію, охорону здоров'я, соціальну сферу та науково-технологічний напрям. Але основна увага зосереджена на протидії поширенню неправдивої інформації в Інтернеті та фейків у медіа. Центр не має каральних функцій за дезінформацію і не зможе застосовувати санкції, але може вносити подання до РНБО щодо певних порушень.

## Основні завдання
Основними завданнями Центру є:
1) проведення аналізу та моніторингу подій і явищ в інформаційному просторі України, стану інформаційної безпеки та присутності України у світовому інформаційному просторі;
2) виявлення та вивчення поточних і прогнозованих загроз інформаційній безпеці України, чинників, які впливають на їх формування, прогнозування та оцінка наслідків для безпеки національних інтересів України;
3) забезпечення Ради національної безпеки і оборони України, Голови Ради національної безпеки і оборони України інформаційно-аналітичними матеріалами з питань забезпечення інформаційної безпеки України, виявлення та протидії дезінформації, ефективної протидії пропаганді, деструктивним інформаційним впливам і кампаніям, запобігання спробам маніпулювання громадською думкою;
4) підготовка та внесення Раді національної безпеки і оборони України, Голові Ради національної безпеки і оборони України пропозицій щодо:
- визначення концептуальних підходів у сфері протидії дезінформації та деструктивним інформаційним впливам і кампаніям;
- координації діяльності та взаємодії органів виконавчої влади з питань національної безпеки в інформаційній сфері, забезпечення інформаційної безпеки, виявлення та протидії дезінформації, ефективної протидії пропаганді, деструктивним інформаційним впливам і кампаніям, запобігання спробам маніпулювання громадською думкою;
- здійснення системних заходів, спрямованих на посилення спроможностей суб'єктів сектору безпеки та оборони, інших державних органів задля забезпечення інформаційної безпеки, виявлення та протидії дезінформації, ефективної протидії пропаганді, деструктивним інформаційним впливам і кампаніям, запобігання спробам маніпулювання громадською думкою, розвитку національної інфраструктури у відповідній сфері;
- удосконалення системи правового та наукового забезпечення інформаційної безпеки, виявлення та протидії дезінформації, ефективної протидії пропаганді, деструктивним інформаційним впливам і кампаніям, запобігання спробам маніпулювання громадською думкою;

5) участь у розбудові системи стратегічних комунікацій, організації та координації заходів щодо її розвитку;
6) участь у розробленні та реалізації Стратегії інформаційної безпеки України, здійсненні аналізу стану її реалізації, зокрема з питань ефективності заходів щодо протидії дезінформації;
7) участь у створенні інтегрованої системи оцінки інформаційних загроз та оперативного реагування на них;
8) розроблення методології виявлення загрозливих інформаційних матеріалів маніпулятивного та дезінформаційного характеру;
9) сприяння взаємодії держави та інституцій громадянського суспільства щодо протидії дезінформації та деструктивним інформаційним впливам і кампаніям, організація та участь в інформаційно-просвітницьких заходах з питань підвищення медіа-грамотності суспільства;
10) вивчення, узагальнення й аналіз досвіду інших держав і міжнародних організацій з протидії дезінформації та підготовка пропозицій щодо його використання в Україні;
11) бере участь у визначенні пріоритетів залучення міжнародної технічної допомоги з питань забезпечення інформаційної безпеки, виявлення та протидії дезінформації, ефективної протидії пропаганді, деструктивним інформаційним впливам і кампаніям, запобігання спробам маніпулювання громадською думкою.

## Контроверсійності
За словами міністра енергетики України Германа Галущенко Центр Протидії Дезинформації «висловив позицію, що це все є фейк» щодо аварії що відбулася 16 липня 2024 року на Південноукраїнській атомній електростанції. Хоча Центр такої заяви не робив. Водночас Укренерго на депутатський запит Ярослава Железняка повідомила що аварія відбулася.